# Fanwood (hardware)
Fanwood è il nome in codice della versione "light" del core Madison-9M (9 MB di cache L3) progettato per i processori Intel Itanium 2 MP con più di 4 processori, espressamente dedicato ai più semplici sistemi Itanium 2 DP biprocessore, server e workstation, e destinato a diventare il successore di Deerfield.

## Caratteristiche tecniche

### Processo produttivo
Sia le prime versioni di Fanwood, che l'originale core Madison facevano uso di un PSB (Processor System Bus) a 400 MHz ed entrambe erano compatibili con le infrastrutture già preesistenti. Le ultime edizioni di Madison-9M e Fanwood arrivate sul mercato il 18 luglio 2005 invece, sono caratterizzate rispettivamente da frequenze di bus di 667 MHz e 533 MHz. Le prime versioni di Fanwood, con BUS a 400 MHz, erano caratterizzate rispettivamente da un clock di 1,6 GHz e cache L3 di 4 MB, e clock di 1,3 GHz e cache L3 di tre MB, per quella LV (Low Voltage) dai consumi più contenuti. Per il modello di punta il prezzo al lancio era di 2408 $, mentre per quello a basso consumo 1172 $, per lotti di 1000 unità.
Secondo le informazioni, Madison-9M e Fanwood dovrebbero essere gli ultimi due prodotti della serie Itanium 2 ad essere realizzati mediante processo produttivo a 130 nm. I successivi prodotti della serie Itanium 2, incluse le soluzioni Montecito dual core, saranno realizzate da processo a 90 nm.

### Tecnologie implementate
Anche in Fanwood, come in Deerfield, non sono implementate tutte quelle tecnologie che Intel ha sviluppato nel corso degli anni e che dovrebbero arrivare "in blocco" con il successore Millington. NON include quindi XD-bit e SpeedStep. Nemmeno la tecnologia Hyper-Threading è presente in Fanwood, così come quella Vanderpool che Intel ha sviluppato nel corso del 2005. Ovviamente non è incluso il supporto EM64T dato che questo si applica solo all'architettura IA-32 degli Xeon.

## Modelli arrivati sul mercato
La tabella seguente mostra i modelli di Itanium 2, basati sul core Fanwood, arrivati sul mercato. Molti di questi condividono caratteristiche comuni pur essendo basati su core diversi; per questo motivo, allo scopo di rendere maggiormente evidente tali affinità e "alleggerire" la visualizzazione alcune colonne mostrano un valore comune a più righe. Di seguito anche una legenda dei termini (alcuni abbreviati) usati per l'intestazione delle colonne:
- Nome Commerciale: si intende il nome con cui è stato immesso in commercio quel particolare esemplare.
- Data: si intende la data di immissione sul mercato di quel particolare esemplare
- Socket: lo zoccolo della scheda madre in cui viene inserito il processore. In questo caso il numero rappresenta oltre al nome anche il numero dei pin di contatto.
- N°Core: il numero di core montati sul package: 1 se "single core" o 2 se "dual core".
- Clock: la frequenza di funzionamento del processore.
- Molt.: sta per "Moltiplicatore" ovvero il fattore di moltiplicazione per il quale bisogna moltiplicare la frequenza di bus per ottenere la frequenza del processore.
- Pr.Prod.: sta per "Processo produttivo" e indica tipicamente la dimensione dei gate dei transistor (180 nm, 130 nm, 90 nm) e il numero di transistor integrati nel processore espresso in milioni.
- Voltag.: sta per "Voltaggio" e indica la tensione di alimentazione del processore.
- Bus: frequenza del bus di sistema.
- Cache: dimensione delle cache di 1º, 2º e 3º livello.
- XD-bit: implementazione della tecnologia di sicurezza che evita l'esecuzione di codice malevolo sul computer.
- HT: sta per "Hyper-Threading" e indica l'implementazione della esclusiva tecnologia Intel che consente al sistema operativo di vedere 2 core logici.
- EIST: sta per "Enhanced SpeedStep Technology" ovvero la tecnologia di risparmio energetico sviluppata da Intel e inserita negli ultimi Pentium 4 Prescott serie 6xx per contenere il consumo massimo.
- VT: sta per "Vanderpool Technology", la tecnologia di virtualizzazione che rende possibile l'esecuzione simultanea di più sistemi operativi differenti contemporaneamente.

| Nome Commerciale        | Data       | Socket | N°Core | Clock   | Molt. | Pr.Prod. | Voltag. | Bus     | Cache                   | XD-bit | HT | EIST | VT |
| ----------------------- | ---------- | ------ | ------ | ------- | ----- | -------- | ------- | ------- | ----------------------- | ------ | -- | ---- | -- |
| Itanium 2 DP 1,6 GHz    | 8/nov/2004 | PAC611 | 1      | 1,6 GHz | 16x   | 130 nm   | 1,425 V | 400 MHz | L1=32KB L2=256KB L3=4MB | No     | No | No   | No |
| Itanium 2 DP 1,3 GHz LV | 8/nov/2004 | PAC611 | 1      | 1,3 GHz | 13x   | 130 nm   | N.A.    | 400 MHz | L1=32KB L2=256KB L3=3MB | No     | No | No   | No |

Nota: la tabella soprastante è un estratto di quella completa contenuta nella pagina dello Itanium 2.

## Il successore
Il successore di Fanwood sarà Millington, atteso sul mercato nel corso del 2006 e derivato dal core Montecito per gli Itanium 2 MP. Sarà quindi il primo Itanium 2 DP dual core, costruito con processo produttivo a 90 nm.